# Marcelo Caetano
Marcelo José das Neves Alves Caetano (Lisboa 1906 - Rio de Janeiro 1980) fou un polític portuguès. Col·laborador d'António de Oliveira Salazar des del 1929 i considerat com a l'ideòleg de l'Estado Novo, fou ministre de colònies (1944-1947) i de la presidència (1955-1958). El 1968 succeí Salazar com a Primer Ministre de Portugal i intentà una liberalització moderada del règim, però tornà als mètodes dictatorials. Un cop van prendre el poder els militars del MFA el 25 d'abril del 1974 (l'anomenada Revolució dels clavells), fou deposat i privat de tots els drets polítics. Aleshores s'exilià al Brasil, on fou cap de l'institut de llei comparada de Rio de Janeiro. També publicà diverses obres de dret administratiu i història de dret medieval portuguès.

## Obres
- Lições de Direito Corporativo (1935)
- O Sistema Corporativo (1938)
- Predições sem profecia sôbre reformas sociais' (1945)
- Posição Actual do Corporativismo Português (1950)
- Lições de Direito Constitucional e Ciência Política (1952)
- As Cortes de Leiria de 1254 (1954)
- Os nativos da economia africana (1954)
- Portugal e a internacionalizaçaõ dos problemas africanos (1963)
- Constituções portuguesas (1965)
- História do Direito Português (1978-1980)